# Polysarcus
Polysarcus a fürgeszöcskefélék rendszertani családjának egyik neme. Az ide tartozó fajok Európában (a Brit-szigetek és Skandinávia kivételével), Nyugat- és Közép-Ázsiában élnek, egészen Afganisztánig.

## Fajok
A nembe 5 faj tartozik. Magyarországon egy faj, a fogasfarkú szöcske képviseli.
1. Polysarcus denticauda (Charpentier, 1825) – fogasfarkú szöcske, típusfaj
2. Polysarcus elbursianus (Uvarov, 1930)
3. Polysarcus scutatus (Brunner von Wattenwyl, 1882)
4. Polysarcus zacharovi (Stshelkanovtzev, 1910)
5. Polysarcus zigana Ünal & Chobanov, 2013

## Fordítás
- Ez a szócikk részben vagy egészben  a   Polysarcus című angol Wikipédia-szócikk ezen változatának fordításán alapul.  Az eredeti cikk szerkesztőit annak laptörténete sorolja fel. Ez a jelzés csupán a megfogalmazás eredetét és a szerzői jogokat jelzi, nem szolgál a cikkben szereplő információk forrásmegjelöléseként.